# Next Level Chef (España)
Next Level Chef es un programa de televisión gastronómico que busca al mejor cocinero de España entre un grupo de amateurs, chef profesionales e influencers. El formato está desarrollado por Studio Ramsay, la productora de Gordon Ramsay, y producido por Fox Alternative Entertainment.

## Distribución
Los participantes cocinaran en unas imponente cocinas de tres niveles de altura de más de 25 metros de altura divididos en:
El ático alberga una cocina de última generación equipada con los aparatos y utensilios más modernos y sofisticados del mercado: abatidores, roners para cocinar a baja temperatura, robots de cocina, parrillas, envasadoras, hornos de vapor para todos, flexinducción y licuadoras, entre otros, conforman este paraíso culinario.
Debajo se ubica la cocina del primer piso, con una equipación muy completa, pero que dista de los lujos de los que dispone el ático. En este caso, los hornos son compartidos, no hay posibilidad de cocinar al vapor y no hay tantos aparatos.
Abajo del todo, en el sótano no hay ni rastro de pulcritud ni de tecnología avanzada. Los concursantes deberán trabajaren una cocina de lo más precaria, con aparatos usados y viejos, sartenes sin antiadherente y cuchillos sin afilar.

## Mecánica
En cada programa asistiremos de tres pruebas. La primera será un examen de precisión en el que los concursantes se enfrentarán individualmente a un desafío de habilidad. El resultado de este reto será determinante para la distribución de los equipos en cada una de las cocinas.
La segunda prueba seguirá un cocinado de mayor duración en el que los integrantes de cada equipo trabajarán ya en el nivel que les haya sido asignado, supervisados por su mentor. Finalizada la elaboración, deberán tener buen cuidado de colocar los platos terminados en la plataforma, ya que el concursante que no lo haga irá directo a la expulsión. Tras la cata, cada mentor decidirá cuál es el peor plato de su equipo.
La última prueba se denominará prueba de expulsión. Esta prueba será supervisada por un chef invitado, entre los que se encuentran Martín Berasategui, Jordi Cruz, Ángel León Begoña Rodrigo u Oriol Castro entre otros. Los mentores no estarán presentes para no condicionar su criterio, pues la cata será a ciegas. De esta forma, en cada programa decidirán quién de estos tres concursantes es el expulsado definitivo.

## Equipo
| Copresentador/a   | Información     |      |
| Copresentador/a   | Información     | 2025 |
| ----------------- | --------------- | ---- |
| Blanca Romero     | Actriz y modelo |      |
| Raquel Cernicharo | Chef            |      |
| Marcos Morán      | Chef            |      |
| Francis Paniego   | Chef            |      |

## Temporada 1 (2025)

### Aspirantes
| Aspirante           | Procedencia | Edad | Ocupación                       | Equipo           | Información           |
| ------------------- | ----------- | ---- | ------------------------------- | ---------------- | --------------------- |
| Jaime Caffarena     | Valencia    | 22   | Estudiante                      | Francis Paniego  | Ganador 4.º expulsado |
| Melissa Herrera     | Granada     | 38   | Chef privado                    | Marcos Morán     | Finalista             |
| Rocío "Roro" Bueno  | Madrid      | 22   | Creadora de contenido           | Rakel Cernicharo | Finalista             |
| Jurgi Arejita       | Vizcaya     | 35   | Chef                            | Rakel Cernicharo | 4.º finalista         |
| Noelia              | Málaga      | 22   | Pescadera                       | Francis Paniego  | 5.ª finalista         |
| Bruno Berthuit      | Barcelona   | 24   | Creador de contenido            | Rakel Cernicharo | 11.º expulsado        |
| Lucía Ruíz          | Madrid      | 29   | Directora de catering           | Francis Paniego  | 10.ª expulsada        |
| Skander Chatty      | Granada     | 34   | Empresario                      | Marcos Morán     | 9.º expulsado         |
| Imma Sust           | Barcelona   | 50   | Periodista y divulgadora sexual | Francis Paniego  | 8.ª expulsada         |
| Ibai Karrera        | Guipúzcoa   | 47   | Operario                        | Marcos Morán     | 7.º expulsado         |
| Toni Von Bonnie     | Barcelona   | 39   | Director de hostelería          | Francis Paniego  | 6.º expulsado         |
| Alberto Escarmiento | Valencia    | 19   | Creador de contenido            | Rakel Cernicharo | 5.º expulsado         |
| Carmen Ramos        | Zamora      | 23   | Ingeniera                       | Marcos Morán     | 3.ª expulsada         |
| Chef Bosquet        | Castellón   | 38   | Creador de contenido            | Marcos Morán     | 2.º expulsado         |
| Alba Carrió         | Valencia    | 28   | Creadora de contenido           | Rakel Cernicharo | 1.ª expulsada         |
| Arturo Carrasco     | Sevilla     | 38   | Creador de contenido            | -                | Eliminado             |
| Ana                 | Madrid      | 29   | Psicóloga                       | -                | Eliminada             |
| Bosco Benítez       | Sevilla     | 34   | Chef                            | -                | Eliminado             |
| Carmen Paloma       | La Rioja    | 31   | Cocinera                        | -                | Eliminada             |
| José Jiménez        | Alicante    | 55   | Director creativo               | -                | Eliminado             |
| Marta               | Murcia      | 23   | Opositora                       | -                | Eliminada             |

### Estadísticas semanales
| Puesto | Aspirante | Episodio  | Episodio  | Episodio  | Episodio  | Episodio  | Episodio  | Episodio  | Episodio  | Episodio  | Episodio  |
| Puesto | Aspirante | 1         | 2         | 3         | 4         | 5         | 6         | 7         | 8         | Semifinal | Final     |
| ------ | --------- | --------- | --------- | --------- | --------- | --------- | --------- | --------- | --------- | --------- | --------- |
| 1      | Jaime     | Mejor     | Nominado  | Salvado   | Eliminado | Repescado | Nominado  | Salvado   | Salvado   | Nominado  | Ganador   |
| 2      | Melissa   | Salvada   | Salvada   | Mejor     | Salvada   | Nominada  | Mejor     | Salvada   | Nominada  | Nominada  | Finalista |
| 2      | Roro      | Salvada   | Mejor     | Salvada   | Salvada   | Salvada   | Nominada  | Mejor*    | Salvada   | Mejor     | Finalista |
| 4      | Jurgi     | Mejor     | Nominado  | Nominado  | Mejor     | Nominado  | Salvado   | Salvado   | Nominado  | Salvado   | Cuarto    |
| 5      | Noelia    | Nominada  | Salvada   | Salvada   | Salvada   | Salvada   | Salvada   | Salvada   | Salvada   | Salvada   | Quinta    |
| 6      | Bruno     | Salvado   | Salvado   | Salvado   | Salvado   | Salvado   | Salvado   | Salvado   | Salvado   | Eliminado |           |
| 7      | Lucía     | Salvada   | Salvada   | Nominada  | Salvada   | Mejor     | Salvada   | Salvada   | Eliminada |           |           |
| 8      | Skander   | Salvado   | Salvado   | Salvado   | Nominado  | Salvado   | Salvado   | Eliminado |           |           |           |
| 9      | Imma      | Salvada   | Salvada   | Salvada   | Nominada  | Salvada   | Salvada   | Eliminada |           |           |           |
| 10     | Ibai      | Salvado   | Salvado   | Salvado   | Salvado   | Salvado   | Eliminado |           |           |           |           |
| 11     | Toni      | Salvado   | Salvado   | Salvado   | Salvado   | Eliminado |           |           |           |           |           |
| 12     | Alberto   | Salvado   | Salvado   | Salvado   | Eliminado |           |           |           |           |           |           |
| 13     | Carmen    | Nominada  | Salvada   | Eliminada |           |           |           |           |           |           |           |
| 14     | Bosquet   | Mejor     | Eliminado |           |           |           |           |           |           |           |           |
| 15     | Alba      | Eliminada |           |           |           |           |           |           |           |           |           |

- Roro fue la mejor de la prueba pero fue elegida para ir a la prueba de eliminación.*

     El concursante fue asignado al equipo de Francis
     El concursante fue asignado al equipo de Marcos
     El concursante fue asignado al equipo de Raquel
      El concursante fue salvado y fue el mejor de su equipo en la prueba grupal.
      El concursantefue el peor de su equipo en la prueba grupal, y fue salvado en la eliminación
      El concursante fue eliminado tras ser el peor en la prueba de eliminación.
      El concursante fue repescado tras ser el mejor en la prueba de repesca.

## Episodios y audiencias
| Fecha      | Características del programa                                                 | Audiencia       |
| ---------- | ---------------------------------------------------------------------------- | --------------- |
| 08/01/2025 | Gala 1 / Expulsión de Alba                                                   | 641 000 (8,1%)  |
| 15/01/2025 | Gala 2 / Expulsión de Bosquet                                                | 447 000 (5,5%)  |
| 22/01/2025 | Gala 3 / Expulsión de Carmen                                                 | 397 000 (6,3%)  |
| 29/01/2025 | Gala 4 / Expulsión de Jaime y Alberto                                        | 436 000 (8,9%)  |
| 05/02/2025 | Gala 5 / Repesca de Jaime / Expulsión de Toni                                | 434 000 (9,0%)  |
| 12/02/2025 | Gala 6 / Expulsión de Ibai                                                   | 444 000 (9,1%)  |
| 19/02/2025 | Gala 7 / Expulsión de Inma y Skander                                         | 449 000 (9,8%)  |
| 26/02/2025 | Gala 8 / Expulsión de Lucía                                                  | 384 000 (8,2%)  |
| 05/03/2025 | Gala 9 / Expulsión de Bruno                                                  | 462 000 (9,6%)  |
| 12/03/2025 | Gala 10 / Ganador Jaime 2.ª y 3.º: Melissa y Roro / 4.ª: Jurgi / 5.ª: Noelia | 546 000 (10,5%) |

     Líder en su franja horaria.

### Ediciones de Next Level Chef
| Edición                          | Programas | Fecha | Espectadores | Cuota de pantalla | Final           |
| -------------------------------- | --------- | ----- | ------------ | ----------------- | --------------- |
| Next Level Chef: Primera edición | 10        | 2025  | 467 000      | 8,5%              | 546 000 (10,5%) |